# Gameloft

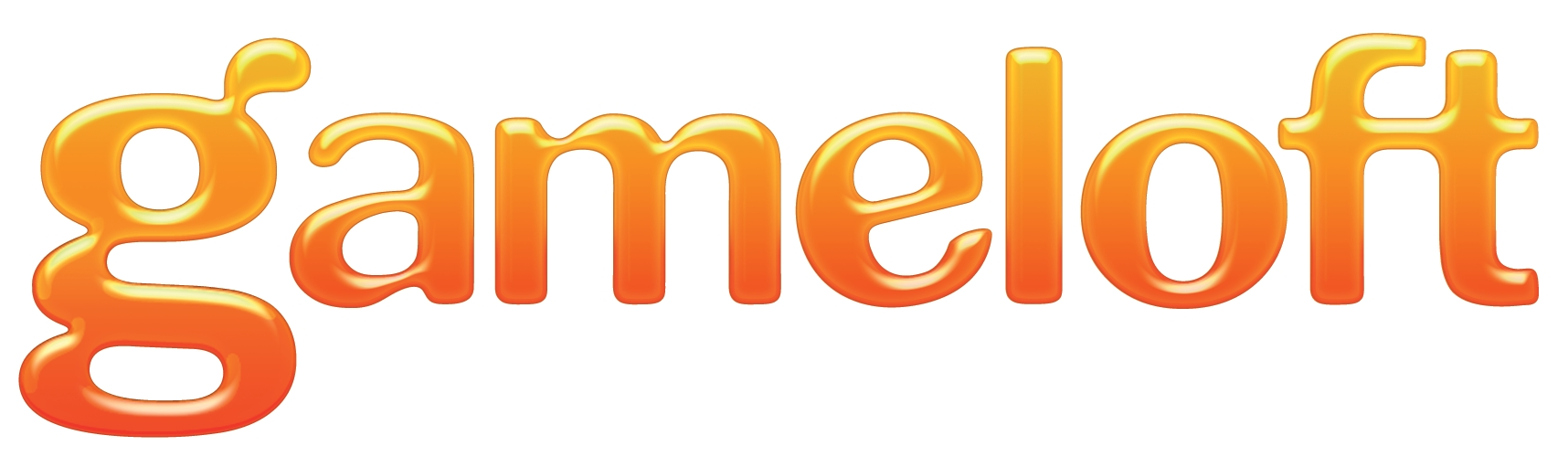
A Gameloft cég logója

A Gameloft egy kezdetben francia, majd amerikai videójáték-kiadó cég, amelynek korábbi  székhelye Los Angeles. 1999-ben alapította az Ubisoft
társalapítója, Michel Guillemot. A cég jelenleg 21 fejlesztési stúdiót működtet világszerte, és olyan játékokat hirdetett meg, amelyek elsősorban a mobil játékpiacra vonatkoztak.

## Játékfejlesztés
A Gameloft-ot 1999. december 1-jén alapította az Ubisoft egyik társalapítója, Michel Guillemot. 2009 februárjában már naponta 2 millió letöltésük volt az App Store-on keresztül. A Gameloft ügyvezetője és pénzügyi igazgatója, Alexandre de Rochefort megjegyezte, hogy a vállalat játékai körülbelül 400-szor több bevételt generáltak az iOS-nál, mint az Androidon, részben azért, mert a Google nem fejlesztette Play áruházat, melynek eredményeként 2009 novemberében jelentősen csökkentették befektetéseiket az Android játékok fejlesztésében. 2010 júliusában a Gameloft igyekezett közvetlenül eladni az Android játékokat weboldalán keresztül, ezzel elkerülve a Google Play használatát. 2013 áprilisában a Texan Lodsys társaság pert indított a Gameloft, többek között mobil játékfejlesztő körében, az in-app vásárlásokra vonatkozó szabadalmuk megsértése miatt.

### Stúdiók
A Gameloft jelenleg 21 videójáték-fejlesztő stúdiót üzemeltet a világon, köztük Budapesten is egyet.

## Fordítás
- Ez a szócikk részben vagy egészben  a   Gameloft című angol Wikipédia-szócikk fordításán alapul.  Az eredeti cikk szerkesztőit annak laptörténete sorolja fel. Ez a jelzés csupán a megfogalmazás eredetét és a szerzői jogokat jelzi, nem szolgál a cikkben szereplő információk forrásmegjelöléseként.